# 본관
본관(本貫)은 시조(始祖)의 관향, 곧 고향을 뜻하며, 관향(貫鄕), 향관(鄕貫), 본적(本籍), 관적(貫籍), 성관(姓貫), 본(本)이라고도 한다. 중국에서는 이를 주로 적관(籍貫)이라고 부른다. 어느 한 시대에 정착했던 조상의 거주지를 나타내는 공간상의 의미를 갖는다. 따라서 성이 같고 본관이 같으면, 부계 친족의 친밀성이 높아진다. 한국의 본관제도는 성씨와 함께 중국에서 들어온 것이며, 본격적으로 정착된 시기는 신라 말부터 고려 초로 여겨진다.

## 특징
본관 제도는 처음에는 그 사람의 출신지를 나타내었는데, 예컨대, 안동김씨 ○○이라고 하면 안동 출신의 김○○였다. 처음에는 출신지를 나타내던 본관이 점차 사람의 신분 및 집안을 나타내는 이름이 되었다. 즉, 본관이 씨족의 발상지뿐 아니라, 그 씨족(동본)의 집단적 신분까지 나타내는 역할을 하게 되었다. 그렇게 된 이유는 같은 성씨가 너무 많고, 또 같은 성씨에서도 시조나 성씨의 탄생이 제각기 다르기 때문에 나타난 현상이다. 하나의 성씨(金氏)가 전체 인구의 5분의 1이나 되고, 몇 개의 성씨(金, 李, 朴, 崔, 鄭 등)가 인구의 대부분을 차지하니, 성씨와 이름만으로는 각각의 개인을 구분할 수 없게 되었다. 혈통관계와 신분질서의 징표로 성씨보다는 본관이나 족보의 중요성이 커져 갔다.
이러한 이유로 유래지인 중국에서는 거의 쓰이지 않는 본관이 한국에서는 널리 쓰이게 되었다.

## 유래
본관제도의 출발은 중국이다. 주나라 시대 봉토를 제후에게 하사하고, 사성정책을 쓰면서 “○○지역 ○○○”이라는 표식이 나타난다. 그것이 시대에 따라 변천하였지만, 그 사람이 태어난 곳에 따라 “○○지역 ○○○”이라는 식으로 표현되었다. 그것은 한국의 한자 성씨의 정착에 영향을 미친 당나라 시대에도 마찬가지였다.
이것이 한국에서 사람의 출신지를 뜻하던 본관이 씨족의 발상지로 변하였다. 이렇게 정착된 본관제도는 성씨보다 더 중요한 구실을 하는 측면도 있다. 특히 하나의 성씨가 많은 인구를 형성하는 한국의 특수한 상황에서 성씨는 수식어에 지나지 않는 반면에, 본관은 혈통과 신분을 파악하는 데 핵심적인 역할을 하고 있다. 그래서 한국의 성씨를 보면서 외국인이 이해하기 어려운 것 중의 하나가 본관제도라고 한다.

## 성립
보통 시조의 본적지를 본관으로 표기해 왔으나, 시조의 본적지를 본관으로 표기하지 않는 성씨도 존재한다. 예를 들어 외국으로부터 전래된 몇몇 성씨는 시조의 본적지보다는 씨족의 발상지를 본관으로 표기하기도 한다. 또한 왕으로부터 성을 받을 때(사성) 본관도 함께 받은 사례가 많아, 시조의 본적지와 본관이 다른 경우가 많다. 따라서 본관은 씨족의 발상지로 봐야 타당하다.
현재 한국에는 286개 성씨와 4,179개 본관이 파악되고 있다(통계청 2000년 인구센서스). 본관도 주요 성씨와 마찬가지로 거대 씨족으로 몰리는 경향이 뚜렷해서 김해 김씨가 9.0%로 가장 많고, 그 다음이 밀양 박씨 6.6%, 전주 이씨 5.7%를 차지한다. 반면 1,000명 미만의 본관도 66%가 넘고, 1985년 이후 새로 만들어진 본관도 한양 강(姜)씨, 장지 김(金)씨 등 15개 성관(姓貫)이나 된다.
한국의 본관은, 삼국유사의 신라 6부족을 예로 들며, 신라시대부터 본관이 사용되었다는 주장도 있다. 그러나 그것은 일부 씨족 시조의 태생(본적)을 거론하며 드는 예로 볼 뿐이고, 한국의 본관제도가 시작된 때는 신라 말과 고려 초에 지방 호족들이 발흥을 하면서부터라는 설이 정설이다. 즉, 신라 말에 중앙집권이 약화되면서 지방의 호족이 독립된 세력을 형성하며 지배권을 확립하고, 그것이 성씨제도와 연결되면서 씨족의 발상지가 되었고, 그 발상지가 본관으로 굳어졌다는 것이 대체적인 견해다.
본관제도가 정착된 다른 이유는 씨족의 발상지뿐 아니라 고려 초의 통치정책과도 관련이 있다. 고려 태조는 고려를 건국하기 위해 지방 호족을 회유하고 연합하는 데 힘을 기울였다. 태조 23년 경에 지방행정제도를 정비하면서 군현제 개편과 토성분정(土姓分定) 사업을 시행하였고, 광종조에서 호족 정비책, 성종조에서 지방제도 정비책을 시행하였다. 이렇게 태조에서 성종에 이르기까지 지방행정제도를 정비하면서 본관제도가 정착되었다고 여겨진다. 다시 말해 지방행정제도를 정비하면서 지방 유력 토성(土姓)의 수장에게 행정실무를 맡겼으며, 심지어 일부 군현은 지방의 토성이 ‘호장’ 직을 세습하며 징세와 지방행정 관리를 도맡아 처리하였다. 그리고 본관의 양민(백성)은 국가에 의해 공식적인 허가를 받지 않고 거주지를 이전할 수 없었고, 이전했다가 발각되면 본관으로 되돌려졌다.
이처럼 본관의 정착 시기가 주로 신라 말 고려 초이다보니, 대부분의 본관이 신라와 고려의 국경(평양과 원산만) 이남에 존재하게 되었으며, 평양과 원산(영흥) 이북에 발상지를 둔 본관은 거의 존재하지 않는다.

그러나 고려 태조가 940년 군현을 개편하면서 토성분정(土姓分定) 정책을 시행했다는 것은 어느 역사서에도 나오지 않는 개인 학설에 불과하므로 이를 한국 성씨의 기원으로 삼는 것은 무리이다. 이 설은 전 영남대 교수 이수건(李樹健, 1935 ~ 2006)이 1984년에 펴낸 저서 "한국중세사회사연구(韓國中世社會史硏究)"에서 처음 제기한 것이다. 세종실록 지리지에 나오는 각 지방의 토성이 "옛 문적과 지금의 본도(本道) 관록(關錄)에 의거한 것"이라 한 말을 빌미로 옛 문적이 고려 초에 만들어진 것으로 단정하고 이런 주장을 한 것이지만, 실제로 그렇다는 증거는 없다. 토성분정이 실제로 있었다면 대다수 성본이 940년에 일시에 생겨난 것으로 보아야 하지만, 세종실록 지리지에 나오는 다수 토성의 시조의 시대는 실제로는 고려초부터 고려말까지 긴 기간에 걸쳐있으므로, 토성분정이란 정책이 실제로 시행되어에 대다수 성본이 고려 태조 때 생겨났다는 주장은 아무 설득력이 없다. 토성분정이 정말로 있었던 정책이라면 이런 중요한 정책이 고려사에 한 귀절도 나오지 않을 리가 없고, 실제 성씨의 역사적 사례들과 맞지도 않으므로, 이런 정책은 없었다고 보는 것이 타당하다. 토성(土姓)이라는 말 자체도 고려사(高麗史) 등 고려시대 문헌에는 어디에도 나오지 않으며, 경상도지리지 (慶尙道地理誌, 1425년, 세종 7)와 세종실록지리지 (世宗實錄地理志, 1454 단종 2년)에서만 일시적으로 쓰이다 그 후 간행된 지리지들에서는 사라졌는데, 1984년에 이수건이 되살려낸 것이다.

## 변화
본관제도는 고려의 지방행정 통치제도와 결합하였고, 중앙으로 진출한 상경귀족도 출신 지역과 연결되고, 또 출신 지역의 ‘토성’층은 중앙관료의 공급원 구실을 함으로써 거대 문벌귀족으로 지위를 굳혀갔다. 또한 상경귀족이 몰락하더라도 토성은 유지되어 씨족 전체의 생명력이 지속되었고, 씨족의 고유성을 유지하기 위해 조선 전기까지는 족외혼보다는 족내혼을 하는 경우가 더 많았다. 예컨대, 선산 김씨 김종직의 선대를 보면 선산김씨끼리 족내혼이 70%나 이뤄졌을 만큼 높은 비율을 차지하였다.
삼국시대만 하더라도 같은 씨족끼리 결혼하는 족내혼과 다른 씨족과 결혼하는 족외혼이 병존했다. 예맥이나 고구려는 족외혼이 주종을 이뤘고, 신라는 족내혼이 대부분이었다. 고려가 신라를 계승하게 됨으로써 족내혼이 일반화되었고, 족외혼은 예외적인 것이 되었다. 하지만 조선에서 족내혼보다는 족외혼으로 관습이 바뀌게 되었으나, 조선 초기까지는 가문의 고유성을 유지하기 위해 특별한 경우(정략혼)를 제외하면 족내혼을 했다.
하지만 고려 중기의 무신정권 시대와 몽골 침략 이후로 본관제도의 변화는 불가피해졌다. 중앙정권의 변화 및 몽골의 침략으로 상경귀족과 토성층의 몰락이 비일비재하자 문벌의 기반도 약해졌다.
더욱이 조선시대에 들어오면서 본관제도는 두 가지 문제 때문에 변화하게 된다. 하나는 조선이 중앙집권체제를 강화하며 지방 토성의 분정을 허락지 않거나 격하시켰고, 그에 따라 지방행정을 담당하는 사람은 중인계급(6방)으로 격하되거나 몰락하였다. 다른 하나는 족내혼보다는 족외혼이 강화되고, 또 거주지 이전이 손쉬워졌다. 이에 따라 본관제도는 현실적 통치제도가 아닌 관념적인 혈연의식으로 전환되었다. 특히 족보의 발간으로 성관 통합이 이뤄지고, 또 군소 성관은 유력 본관을 따라 개관을 함으로써 집단적 신분질서로서의 본관제도가 강화되는 양상을 보였다.
이에 따라 본관은 다른 씨족과 구분하는 기준이 되고, 그가 속한 부계친족 집단의 신분적 상징이 되었으며, 성씨만 가지고 신분을 구별할 수 없게 되자 본관을 중시하는 풍조가 널리 퍼졌다. 이런 현상을 반영하듯 조선 후기 실학자 반계(磻溪) 유형원(柳馨遠)은 “풍속이 문벌을 중시하여 사족(士族)들은 반드시 원조(遠祖)의 출신지를 본관으로 삼았으며, 비록 자손들이 흩어져 살면서 100대가 지나도 본관을 바꾸지 않는다”라고 하였다.

## 영향
이렇게 본관제도가 변화하자, 사람의 신분을 따질 때 성씨를 따지기보다는 성씨의 ‘본관’을 따지게 되었고, 그러다보니 한국에서 ‘본관’은 성씨보다 훨씬 더 강력한 혈연의식의 뿌리가 되고 있다.
따라서 본관제도가 한국의 성씨제도와 관습에 미친 영향도 지대하다. 대표적인 것이 호주제법 폐지 이전까지 지속되었던 동성동본 금혼 제도, 즉 성과 본이 같은 경우엔 혼인을 금지시킨 제도인데, 모계의 근친혼은 허용하면서 부계의 근친혼은 금지하였다. 또한 부계친족 중심의 혈연의식은 제사나 상속에서 장자승계 제도와 남존여비 풍조도 강화시켰다. 1909년 일제의 민적법 시행 이후 부분적인 변화를 거쳐 왔지만, 2008년 호주제법이 폐지될 때까지 본관제도가 우리의 관습과 의식에 미친 기본바탕과 뿌리는 지속되었다고 보아야 할 것이다.
하지만 근래 들어서 성씨에 따른 제도적 신분질서뿐 아니라 관념적 신분질서까지 무너짐에 따라 유력 성관에 가계를 이어붙이는 행위가 줄어들고, 독자적인 성과 본을 만드는 일이 많아졌다. 특히 2008년 호주제법이 폐지됨으로써 모계 성씨를 승계하는 경우도 생겨나고 있으며, 그에 따라 부계만이 친족이라는 의식도 무너지고 있다. 물론 장자승계 원칙이나 남존여비 의식도 사라질 것이 예상되며, 점차 씨족적 신분질서와 혈연의식의 핵심을 이루는 본관 제도도 변화가 불가피해질 것으로 판단된다.

## 같이 보기
- 한국의 성씨
- 한국의 성씨 목록
- 한국의 성씨와 이름
- 본적

## 참고 자료
- 김성회 (2011년 3월 15일). “[김성회의 뿌리를 찾아서] <4> 성씨와 본관”. 《세계일보》. 2016년 1월 9일에 확인함. |제목=에 지움 문자가 있음(위치 1) (도움말)